# Vydrná
Vydrná (maďarsky Vidornya) je obec v okrese Púchov na Slovensku. Žije zde 297 obyvatel. První písemná zmínka o obci pochází z roku 1475.